# Pellérd
Pellérd là một thị trấn thuộc hạt Baranya, Hungary. Thị trấn này có diện tích 20,93 km², dân số năm 2010 là 2171 người, mật độ 104 người/km².